# Wiechlina zwyczajna
Wiechlina zwyczajna (Poa trivialis L.) – gatunek rośliny z rodziny wiechlinowatych (Poaceae). Zasięg obejmuje całą Europę, północno-zachodnią Afrykę i znaczną część Azji. Jako introdukowana rośnie na obu kontynentach amerykańskich, w południowej Afryce, w Australii i Japonii. W Polsce gatunek pospolity na całym obszarze.

## Morfologia

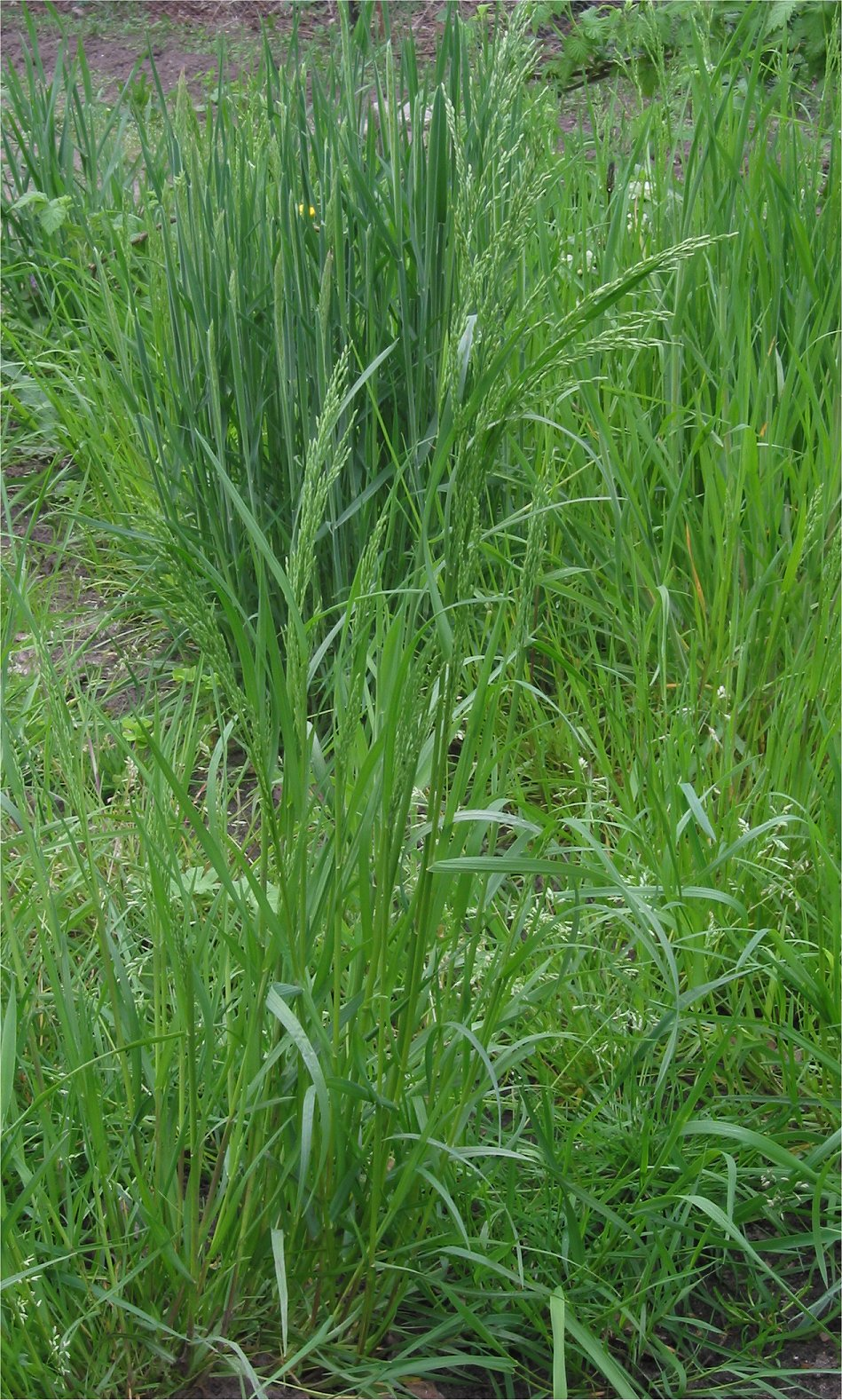
Pokrój

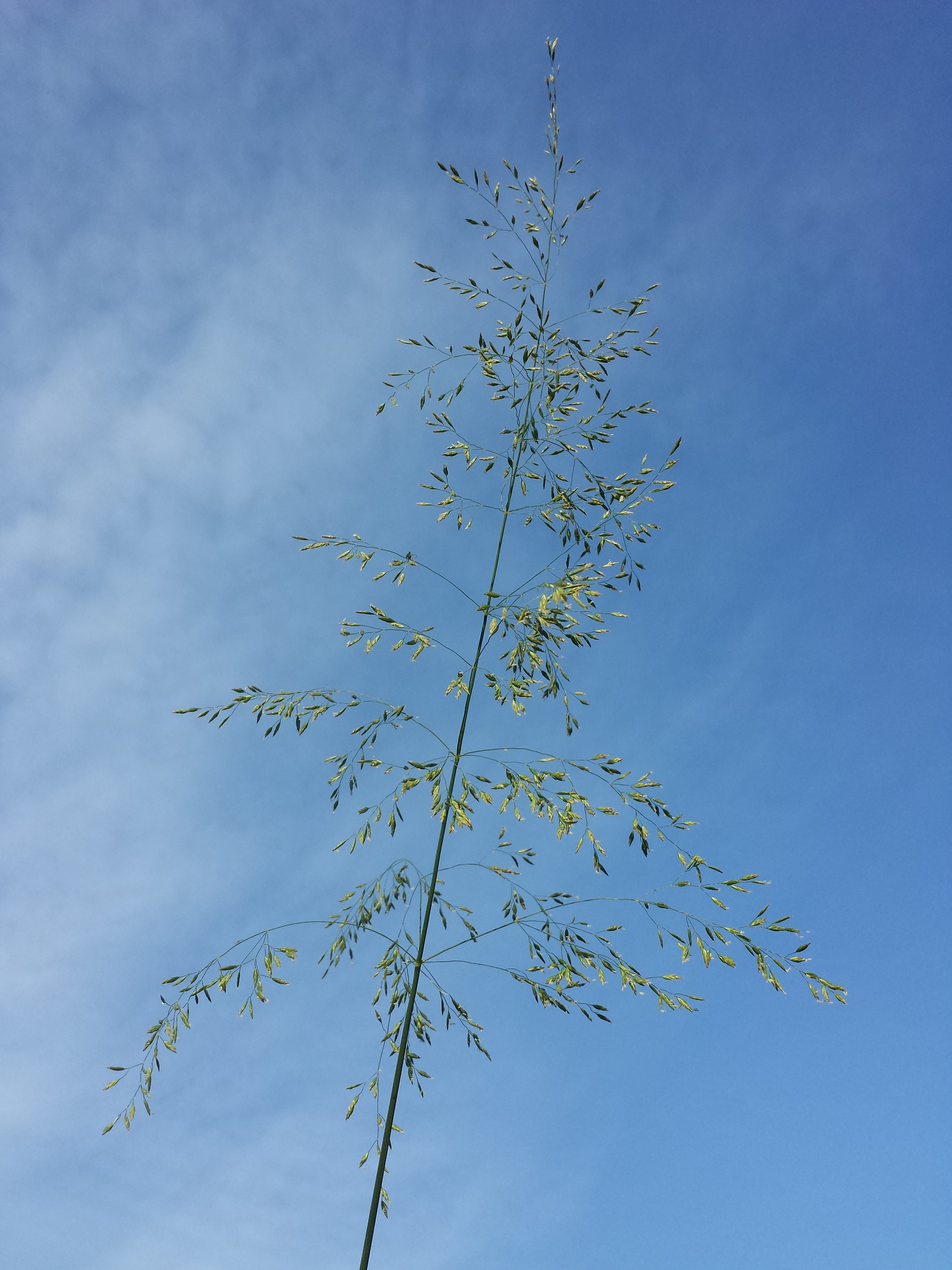
Kwiatostan

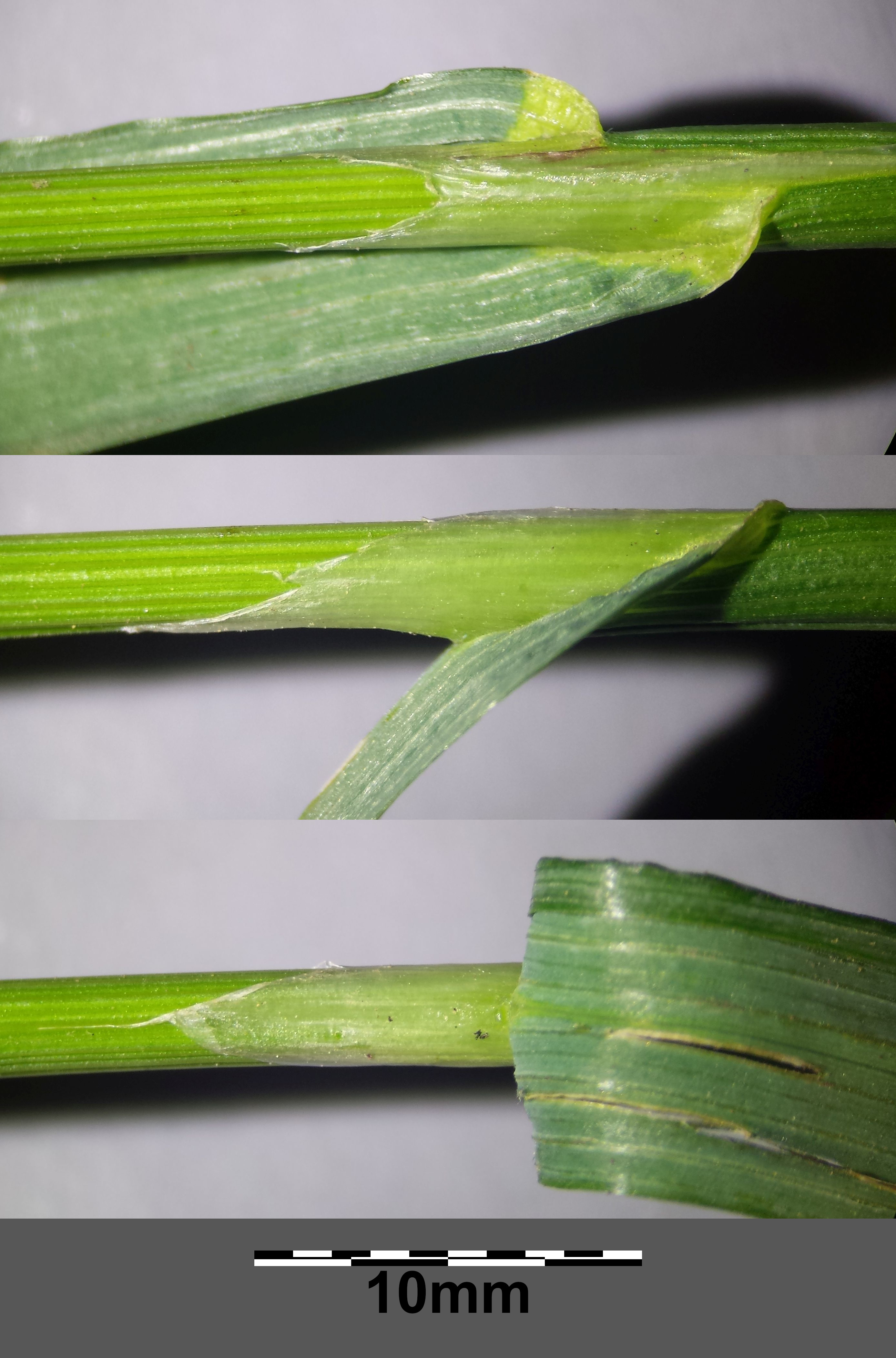
Pokrój

PokrójŹdźbło o wysokości dochodzącej do 100 cm. Wykształca luźne nadziemne i podziemne rozłogi.
LiścieJasnozielone, lancetowate, niezbyt wyraźnie unerwione, z dwoma rowkami wzdłuż nerwu środkowego. U podstawy blaszki występuje długi, dzióbkowaty języczek.
KwiatyKwiatostan w postaci długiej na 15–20 cm, rozpierzchłej wiechy. Drobne, jajowate kłoski z 3–4 najczęściej ciemnofioletowymi kwiatkami.

## Biologia i ekologia
Wieloletnia, roślina zielna, rozwija się wczesną wiosną, kwitnie pomiędzy majem a sierpniem. Pospolita trawa wilgotnych łąkowych i żyznych terenów niżowych oraz przedgórza.

## Zastosowanie
Trawa uprawna o dość dobrych właściwościach pastewnych. Jednak użytkowana przeważnie nierolniczo na tereny rekreacyjne (pola golfowe, trawniki). Znajduje się w rejestrze roślin uprawnych Unii Europejskiej.